# Reyðarfjall
Reyðarfjall är en kulle i republiken Island. Den ligger i regionen Austurland, 400 km öster om huvudstaden Reykjavík. Toppen på Reyðarfjall är 597 meter över havet, eller 193 meter över den omgivande terrängen. Bredden vid basen är 3,4 km.
Närmaste större samhälle är Fáskrúðsfjörður, omkring 14 kilometer väster om Reyðarfjall.